# Рокпорт (переписна місцевість, Массачусетс)
Рокпорт (англ. Rockport) — переписна місцевість (CDP) в США, в окрузі Ессекс штату Массачусетс. Населення — 5010 осіб (2020).

## Географія
Рокпорт розташований за координатами 42°38′27″ пн. ш. 70°37′13″ зх. д. / 42.64083° пн. ш. 70.62028° зх. д. (42.640741, -70.620242).  За даними Бюро перепису населення США в 2010 році переписна місцевість мала площу 10,60 км², з яких 10,32 км² — суходіл та 0,28 км² — водойми.

## Демографія
Згідно з переписом 2010 року, у переписній місцевості мешкало 4966 осіб у 2339 домогосподарствах у складі 1310 родин. Густота населення становила 469 осіб/км².  Було 3163 помешкання (298/км²).
Расовий склад населення:
| - 97,0 % — білих - 0,9 % — азіатів - 0,7 % — чорних або афроамериканців - 0,1 % — вихідців з тихоокеанських островів |

До двох чи більше рас належало 1,0 %. Частка іспаномовних становила 1,6 % від усіх жителів.
За віковим діапазоном населення розподілялося таким чином: 16,5 % — особи молодші 18 років, 59,4 % — особи у віці 18—64 років, 24,1 % — особи у віці 65 років та старші. Медіана віку мешканця становила 51,7 року. На 100 осіб жіночої статі у переписній місцевості припадало 83,1 чоловіків;  на 100 жінок у віці від 18 років та старших — 78,8 чоловіків також старших 18 років.
Середній дохід на одне домашнє господарство  становив 103 094 долари США (медіана — 62 574), а середній дохід на одну сім'ю — 150 149 доларів (медіана — 100 890). Медіана доходів становила 51 490 доларів для чоловіків та 48 387 доларів для жінок. За межею бідності перебувало 5,4 % осіб, у тому числі 4,5 % дітей у віці до 18 років та 4,2 % осіб у віці 65 років та старших.
Цивільне працевлаштоване населення становило 2532 особи. Основні галузі зайнятості: освіта, охорона здоров'я та соціальна допомога — 22,6 %, науковці, спеціалісти, менеджери — 14,8 %, виробництво — 11,1 %, мистецтво, розваги та відпочинок — 10,3 %.